# Hyperectis
Hyperectis là một chi bướm đêm thuộc họ Crambidae.

## Các loài
- Hyperectis apicalis Hampson, 1912
- Hyperectis dioctias Meyrick, 1904